# Champagne Showers
Champagne Showers ist ein Lied des US-amerikanischen Electro-/Hip-Hop-Duos LMFAO und die zweite Singleauskopplung des Albums Sorry for Party Rocking.
Das Stück wurde in Deutschland am 27. Mai 2011 veröffentlicht und entstand als Zusammenarbeit LMFAOs mit der Sängerin Natalia Kills. Der Text wurde vom Duo selbst geschrieben, ebenfalls beteiligt daran waren D.J. Listenbee und K. Oliver. Die Musik wurde von dem Bandmitglied Redfoo zusammen mit GoonRock und Audiobot komponiert.
Das Musikvideo zu Champagne Showers stand unter der choreographischen Leitung von Quest Crew. Die Handlung hat Ähnlichkeit mit dem Film From Dusk Till Dawn.

## Rezeption
Das Lied war nicht ganz so erfolgreich wie der Vorgänger Party Rock Anthem. Es debütierte in den britischen Charts auf Platz 32; in Deutschland erreichte das Lied Platz 41, in Österreich Platz 18, in Irland Platz 15, in Frankreich Platz 12, in Australien Platz neun und in Neuseeland Platz acht.
Chartplatzierungen
| ChartsChartplatzierungen     | Höchstplatzierung | Wochen |
| ---------------------------- | ----------------- | ------ |
| Deutschland (GfK)            | 41 (5 Wo.)        | 5      |
| Österreich (Ö3)              | 18 (11 Wo.)       | 11     |
| Schweiz (IFPI)               | 56 (12 Wo.)       | 12     |
| Vereinigtes Königreich (OCC) | 32 (12 Wo.)       | 12     |

Auszeichnungen für Musikverkäufe

| Land/Region       | Auszeichnungen für Musikverkäufe (Land/Region, Auszeichnung, Verkäufe) | Verkäufe |
| ----------------- | ---------------------------------------------------------------------- | -------- |
| Australien (ARIA) | 3× Platin                                                              | 210.000  |
| Kanada (MC)       | Gold                                                                   | 40.000   |
| Schweiz (IFPI)    | Gold                                                                   | 15.000   |
| Insgesamt         | 1× Gold · 3× Platin ·                                                  | 265.000  |